# Sympodium caeruleum
Sympodium caeruleum is een zachte koraalsoort uit de familie Xeniidae. De koraalsoort komt uit het geslacht Sympodium. Sympodium caeruleum werd in 1834 voor het eerst wetenschappelijk beschreven door Ehrenberg. 